# 小笠原慈聞
小笠原 慈聞（おがさわら じもん、1875年 - 1955年）は、日蓮正宗の僧である。
第二次世界大戦中、宗内で反執行部の立場をとり、神本仏迹説を唱え軍部に迎合し日蓮宗との合同を図っていた。1942年9月14日、宗門から擯斥（僧籍剥奪）処分を受けた。
1952年4月27日、「宗旨建立七百年慶讃大法要」が営まれていた総本山大石寺の境内で、創価学会（学会）初代会長牧口常三郎の投獄を招いたとして学会青年部員48人から糾弾を受け、牧口の墓所の前で戦前の言動の誤りを謝罪した（「狸祭り事件」）。小説『人間革命』第6巻に「笠原 慈行」の名で登場しこの事件が取り上げられている。